# Holzberndorf
Holzberndorf (fränkisch: Holzbändorf) ist ein Gemeindeteil des Marktes Geiselwind im unterfränkischen Landkreis Kitzingen. Die Gemarkung hat eine Fläche von 2,167 km². Sie ist in 318 Flurstücke aufgeteilt, die eine durchschnittliche Fläche von 6814,63 m² haben. In ihr liegt neben dem namensgebenden Ort der Gemeindeteil Vogelruh und die Wüstung Schrem.

## Geografische Lage
Das Dorf liegt am Schweißbach, einem linken Zufluss der Reichen Ebrach, und ist von ebenen Acker- und Grünland umgeben. Im Norden und Osten schließt sich ein bewaldeter Höhenzug des Steigerwaldes an, Geißberg und Hirschenranken genannt. Die Kreisstraße KT 49 führt nach Wasserberndorf zur Staatsstraße 2260 (0,5 km südlich) bzw. nach Burggrub (1,3 km nordwestlich). Eine Gemeindeverbindungsstraße führt zu einer Gemeindeverbindungsstraße, die nach Hohn am Berg (0,7 km östlich) bzw. zur St 2260 verläuft (0,8 km südöstlich).

## Geschichte
Über die Gründungszeit des Ortes ist nichts Genaues bekannt. Erstmals erwähnt wurde Holzberndorf im Jahr 1265, das Dorf wurde an das Kloster Ebrach übergeben. Das Spätmittelalter brachte drei königliche Freigüter im Ort. Das Hochgericht übte das Castell-Remlinhische Cent Burghaslach vollumfänglich aus, die Dorf- und Gemeindeherrschaft nur teilweise. Im 18. Jahrhundert gab es in Holzberndorf elf Untertansfamilien. Grundherren waren das Spital Kitzingen (5 U.), das Spital Prichsenstadt (4 U.), das Rittergut Burggrub (1 U.) und die Herren von Castell (1 U.).
Im Jahre 1806 kam Holzberndorf zum Königreich Bayern. Im Rahmen des Gemeindeedikts (frühes 19. Jahrhundert) wurde Holzberndorf dem Steuerdistrikt Münchhof und der Ruralgemeinde Wasserberndorf zugeordnet. Vor 1829 entstand die Gemeinde Holzberndorf. Sie war in Verwaltung und Gerichtsbarkeit dem Landgericht Markt Bibart zugeordnet war und in der Finanzverwaltung dem Rentamt Iphofen. Ab 1852 gehörte Holzberndorf zum Landgericht Scheinfeld. Ab 1862 war das Bezirksamt Scheinfeld für die Verwaltung (1939 in Landkreis Scheinfeld umbenannt) und ab 1879 das Rentamt Markt Bibart für die Finanzverwaltung zuständig (1919–1929: Finanzamt Markt Bibart), seit 1929 ist es das Finanzamt Kitzingen. Die Gerichtsbarkeit blieb bis 1879 beim Landgericht Scheinfeld, von 1880 bis 1973 war das Amtsgericht Scheinfeld zuständig, seitdem ist es das Amtsgericht Kitzingen. 1930 wurde ein schon vorher bestehendes Anwesen amtlicherseits zum Gemeindeteil Vogelruh erklärt. 1964 hatte die Gemeinde eine Gebietsfläche von 2,184 km². Am 1. Mai 1978 wurde Holzberndorf im Zuge der Gebietsreform in Bayern nach Geiselwind eingemeindet.

### Ehemalige Baudenkmäler
- Haus Nr. 4: Erdgeschossiges verputztes Wohnstallhaus aus Bruchstein, mit verputztem Fachwerkgiebel zur Straße. Erbaut in der ersten Hälfte des 19. Jahrhunderts. Kleine, quadratische, hausteingerahmte Fenster in drei zu sechs Achsen. Satteldach auf profiliertem hölzernem Traufgesims mit langer Hopfengaupe.[13]
- Haus Nr. 14: Erdgeschossiges verputztes Bauernhaus von drei zu vier Achsen. Satteldach mit Fledermausgaupe; an der Giebelsohle und in Höhe des Kehlbalkens Gesims in Zahnschnitt. Im Sturz der Tür an der Hofseite bezeichnet „GKKK / 1811“. Kanten mit verzahnten Quadern. An der Küche hofseitig angebauter Backofen aus Bruchstein.[13]

### Einwohnerentwicklung
Gemeinde Holzberndorf
| Jahr      | 1836   | 1840   | 1852   | 1855   | 1861   | 1867   | 1871   | 1875   | 1880   | 1885   | 1890   | 1895   | 1900   | 1905   | 1910   | 1919   | 1925   | 1933   | 1939   | 1946   | 1950   | 1952   | 1961   | 1970   |
| Einwohner | 87     | 87     | 83     | 82     | 92     | 97     | 92     | 94     | 91     | 86     | 93     | 88     | 75     | 69     | 74     | 78     | 77     | 69     | 65     | 74     | 76     | 71     | 59     | 56     |
| Häuser    | 14     | 13     |        |        |        |        | 16     |        |        | 14     | 14     |        | 15     |        |        |        | 14     |        |        |        | 15     |        | 15     |        |
| Quelle    | [ 15 ] | [ 16 ] | [ 17 ] | [ 17 ] | [ 18 ] | [ 19 ] | [ 20 ] | [ 21 ] | [ 22 ] | [ 23 ] | [ 24 ] | [ 17 ] | [ 25 ] | [ 17 ] | [ 26 ] | [ 17 ] | [ 27 ] | [ 17 ] | [ 17 ] | [ 17 ] | [ 28 ] | [ 17 ] | [ 10 ] | [ 29 ] |

Ort Holzberndorf
| Jahr      | 001818 | 001836 | 001840 | 001861 | 001871 | 001885 | 001900 | 001925 | 001950 | 001961 | 001970 | 001987 |
| Einwohner | 94     | 87     | 87     | 92     | 92     | 86     | 75     | 77     | 74     | 59     | 56     | 54     |
| Häuser    | 16     | 14     | 13     |        | 16     | 14     | 15     | 14     | 14     | 15     |        | 15     |
| Quelle    | [ 8 ]  | [ 15 ] | [ 16 ] | [ 18 ] | [ 20 ] | [ 23 ] | [ 25 ] | [ 27 ] | [ 28 ] | [ 10 ] | [ 29 ] | [ 30 ] |

## Bildung
Holzberndorf liegt heute im Sprengel der Drei-Franken-Grundschule im Hauptort Geiselwind. Ab der 5. Klasse besuchen die Kinder die Nikolaus-Fey-Mittelschule in Wiesentheid. Weiterführende Schulen können mit der Mädchenrealschule in Volkach und mit der Realschule in Ebrach besucht werden. Gymnasien gibt es in Münsterschwarzach (Egbert-Gymnasium), Volkach-Gaibach (Franken-Landschulheim Schloss Gaibach), Wiesentheid (Steigerwald-Landschulheim) und Kitzingen (Armin-Knab-Gymnasium). Bereits in Mittelfranken liegt das Gymnasium Scheinfeld.

## Religion
Holzberndorf ist seit der Reformation evangelisch-lutherisch geprägt und nach St. Laurentius (Aschbach) gepfarrt.